# Deli (keresztnév)
A Deli név a magyar deli közszóból  keletkezett. A szó a török nyelvből került a magyarba a 16. században, akkori jelentése: katona, mai jelentése: délceg.  Női párja: Delinke. 

## Gyakorisága
Az 1990-es években szórványos név, a 2000-es években nem szerepel a 100 leggyakoribb férfinév között.

## Névnap
- január 5.[2]
- június 27.[2]